# レイ・フィッシャー
レイ・フィッシャー（Ray Fisher, 1987年9月8日 - ）は、アメリカ合衆国の俳優。DCエクステンデッド・ユニバースのスーパーヒーロー ビクター・ストーン / サイボーグ役などで知られる。身長191センチメートル。

## 生い立ち
メリーランド州ボルチモアで生まれる。ニュージャージー州ローンサイドで母親と祖母に育てられ、ハドンハイツ高校に通いながらサマーデールにあるシネマーク・シアターズの売店で働いていた。高校の英語教師と歴史教師の紹介でミュージカルに関わるようになり、作品「イントゥ・ザ・ウッズ」や「ガイズ&ドールズ」で初舞台を踏んだ。その後アメリカン・ミュージカル＆ドラマティック・アカデミーに通った。

## キャリア
2008年にフィッシャーはオフ・オフ・ブロードウェイのクレインシアターで上演されたミュージカル『Attorney for the Damned』でマーカス・ブレイク医師を演じた。翌年、ニュージャージー州マディソンのドルー大学にあるザ・シェイクスピア・シアター・オブ・ニュージャージーでウィリアム・シェイクスピアの演劇『マクベス』に出演し、2010年にはマッカーター・シアター・センターで上演された演劇『Fetch Clay, Make Man』に出演した。また、ザ・シェイクスピア・シアター・オブ・ニュージャージーでは他にも『アラバマ物語』に出演し、オレゴン・シェイクスピア・フェスティバルでの『リア王』や『シンベリン』にも出演した。2013年にはニューヨークシアターワークショップでのオフ・ブロードウェイ公演『Fetch Clay, Make Man』に再び参加し、主役のモハメド・アリを演じることとなった。これにあたりフィッシャーはトレーニングを重ねおよそ10kg筋肉を増量させるなどして役作りに励んだ。
2016年には『バットマン vs スーパーマン ジャスティスの誕生』でサイボーグ / ビクター・ストーン役としてカメオ出演した。このキャラクターはDCエクステンデッド・ユニバースのシリーズ初となる黒人ヒーローである。2017年には『ジャスティス・リーグ』で同役を再演したが、この作品は芳しくない評価を受けており劇場公開は失敗に終わっている。
2020年、フィッシャーは『ジャスティス・リーグ』の再撮影を監督したジョス・ウェドンがガスライティング的な行動を取ったと非難した。また製作当時のワーナー・ブラザースの重役ジョン・バーグとDCフィルムズの重役であるウォルター・ハマダについても非難をした。2020年の12月にはハマダについて｢最も危険な黙認者｣と表現した上で今後ハマダが制作に関わる作品には一切出演しないと発言した。これにより2021年の1月にはフィッシャーの出演が予定されていたDCエクステンデッド・ユニバースの作品『ザ・フラッシュ』から降板することとなった。
2021年公開の『ジャスティス・リーグ:ザック・スナイダーカット』ではサイボーグを再演しており、2020年10月から撮影に参加した。フィッシャーの演技は高い評価を受けており、IGNのトム・ジョーゲンセンは作品を評価するにあたりフィッシャーのニュアンスと色彩豊かな演技を強調した他、アメリカのニュースサイト｢Vox｣のAlex Abad-Santosは怒りと弱さの混じり合った演技を賞賛している。
フィッシャーは、HBOで2019年に放送されたアンソロジー犯罪ドラマシリーズ「True Detective」の第3シーズンに出演した。ABCのリミテッドシリーズ「Women of the Movement」では、活動家メイミー・ティル＝モブレーの夫ジーン・モブレーを演じた。またフィッシャーはファンタジー映画『Rebel Moon』に出演することが決まっており、『ジャスティス・リーグ:ザック・スナイダーカット』以来再びザック・スナイダーと再共演する。

## フィルモグラフィ

### 映画

#### 劇場公開映画
| 年   | 作品名                                                                           | 役名                            | 備考       | 吹き替え     | 出典   |
| ---- | -------------------------------------------------------------------------------- | ------------------------------- | ---------- | ------------ | ------ |
| 2008 | The Good, The Bad and The Confused                                               | Patient                         | 短編映画   | N/A          | [ 26 ] |
| 2016 | バットマン vs スーパーマン ジャスティスの誕生 Batman v Superman: Dawn of Justice | ビクター・ストーン / サイボーグ | カメオ出演 | （台詞なし） | [ 14 ] |
| 2017 | ジャスティス・リーグ Justice League                                              | ビクター・ストーン / サイボーグ |            | 諏訪部順一   | [ 3 ]  |

#### WEB配信映画
| 年   | 題名                                                                       | 役名                            | 配信局  | 吹き替え   |
| ---- | -------------------------------------------------------------------------- | ------------------------------- | ------- | ---------- |
| 2021 | ジャスティス・リーグ:ザック・スナイダーカット Zack Snyder's Justice League | ビクター・ストーン / サイボーグ | U-NEXT  | 諏訪部順一 |
| 2023 | REBEL MOON: パート1 炎の子 Rebel Moon – Part One: A Child of Fire          | ダリアン・ブラッドアックス      | Netflix | 諏訪部順一 |
| 2024 | REBEL MOON: パート2 傷跡を刻む者 Rebel Moon – Part Two: The Seargiver      | ダリアン・ブラッドアックス      | Netflix | 諏訪部順一 |
| 2024 | ピアノ・レッスン The Piano Lesson                                          | ライモン                        | Netflix | 鶴岡聡     |

### テレビシリーズ

#### テレビドラマ
| 年   | 作品名                   | 役名                  | 備考                | 出典   |
| ---- | ------------------------ | --------------------- | ------------------- | ------ |
| 2015 | The Astronaut Wives Club | Captain Edward Dwight | 第6話｢In the Blind｣ | [ 27 ] |
| 2022 | Women of the Movement    | Gene Mobley           | 計4話出演           |        |

#### WEB配信ドラマ
| 年   | 題名                                   | 役名             | 配信局 | 備考      | 吹き替え |
| ---- | -------------------------------------- | ---------------- | ------ | --------- | -------- |
| 2019 | TRUE DETECTIVE/迷宮捜査 True Detective | ヘンリー・ヘイズ | U-NEXT | 計8話出演 | 関口雄吾 |

## 舞台
※役名の太字表記は主演。
| 年   | タイトル                           | 役名            | 劇場                                  | 出典          |
| ---- | ---------------------------------- | --------------- | ------------------------------------- | ------------- |
| 2008 | Attorney for the Damned            | Marcus Blake    | Kraine Theatre                        | [ 7 ]         |
| 2009 | マクベス Macbeth                   | マクベス        | The Shakespeare Theatre of New Jersey | [ 8 ]         |
| 2010 | Fetch Clay, Make Man               | Brother Jacob X | McCarter Theatre                      | [ 9 ]         |
| 2011 | アラバマ物語 To Kill a Mockingbird | Tom Robinson    | Shakespeare Theatre of New Jersey     | [ 11 ]        |
| 2012 | As You Like It                     | Jacques de Boys | Allen Elizabethan Theatre             | [ 28 ] [ 29 ] |
| 2013 | シンベリン Cymbeline               | Arvirargus      | Allen Elizabethan Theatre             | [ 30 ]        |
| 2013 | Fetch Clay, Make Man               | モハメド・アリ  | New York Theatre Workshop             | [ 12 ]        |
| 2022 | The Piano Lesson                   | Lymon           | St. James Theatre                     | [ 31 ]        |